# ゲルマニア (擬人化)

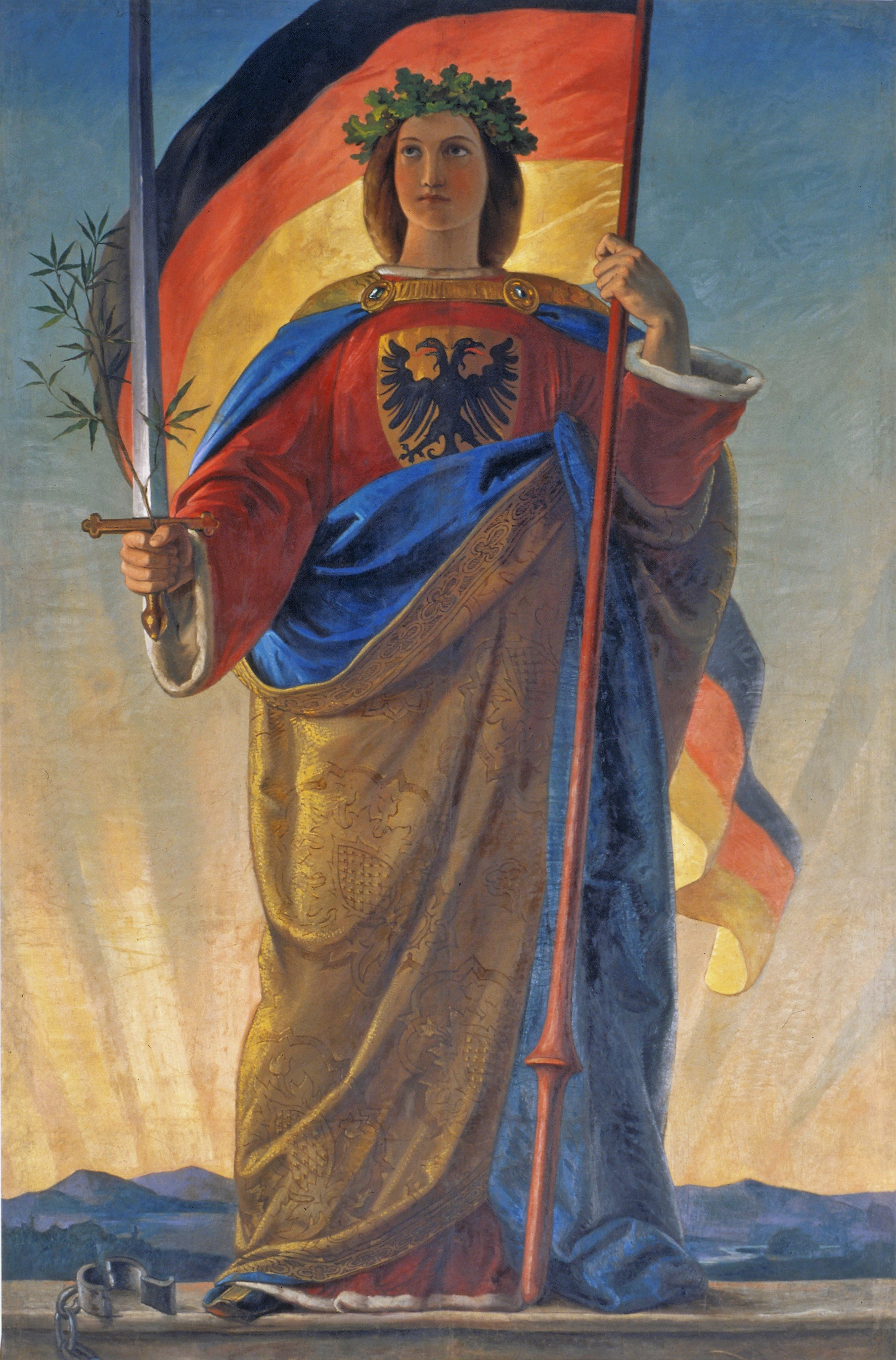
ドイツ・ロマン主義の画家フィーリプ・ファイト（Philipp Veit）が描く『ゲルマニア』、1848年。フランクフルト国民議会の議場に掲げられた。

ゲルマニア（ドイツ語: Germania）は、ドイツ国家またはドイツ民族全体を擬人化した像である。主に、19世紀のロマン主義の時代、あるいは自由主義や統一ドイツへの希求が高まった1848年革命の時代によく描かれたが、後のドイツ帝国の時代にも使われることがあった。
ゲルマニアは通常、カール大帝が所有した「ジュワユーズ」という名の剣を帯びている。また神聖ローマ帝国の帝冠を持っていたり、頭にかぶっていたりすることもある。身体には甲冑をまとい、赤みを帯びたブロンドの長い髪をなびかせ、金の地に黒い鷲の紋章をあしらった中世の盾を構えた姿で描かれることもある。
1871年のドイツ統一以前の図像では、ゲルマニアは自由主義の象徴であった黒・赤・金のドイツの旗を掲げていた。1871年にドイツ帝国が成立した後の図像では、黒・白・赤のドイツ帝国の国旗を掲げている。

## 各シンボルの意味
| アトリビュート（持物）   | 意味するもの                                                                 |
| ------------------------ | ---------------------------------------------------------------------------- |
| 砕けた鎖                 | 束縛からの解放                                                               |
| 鷲の描かれた胸当て       | ドイツ国家の象徴、力強さ                                                     |
| 樫の葉の冠               | 英雄性                                                                       |
| 剣                       | 戦いへの備え                                                                 |
| 剣を取り巻くオリーブの枝 | 平和をもたらす意思                                                           |
| 黒・赤・金の三色旗       | 1848年革命におけるリベラル民族主義者の旗。ドイツの各領邦国家が禁じたシンボル |
| 朝日の光線               | 新しい時代の始まり                                                           |
| 川と城のある風景         | フランスとドイツの国境の守りの要であるライン川                               |

## ギャラリー

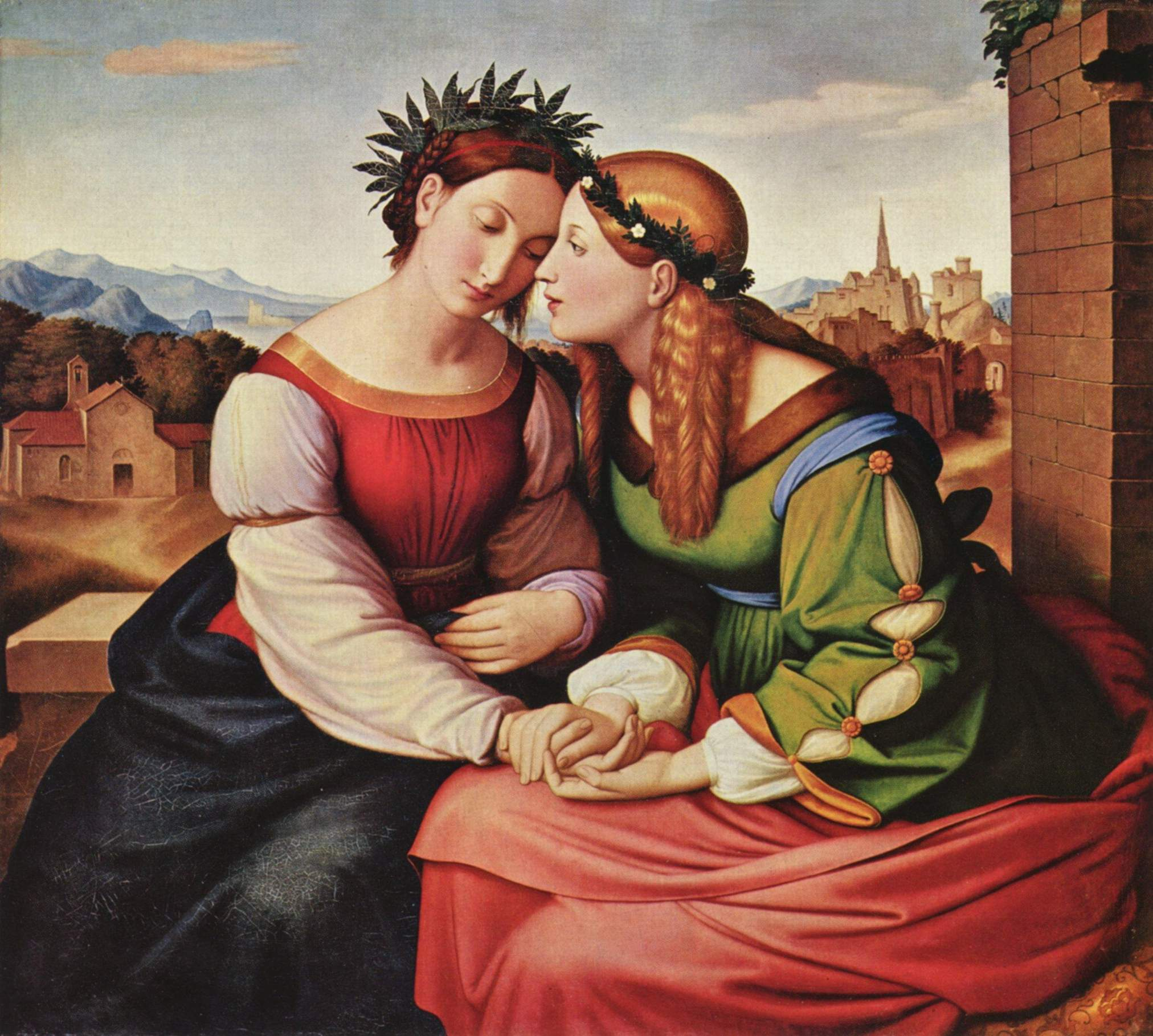
『リタリアとゲルマニア』　ヨハン・フリードリヒ・オーファーベックによる1828年の絵画
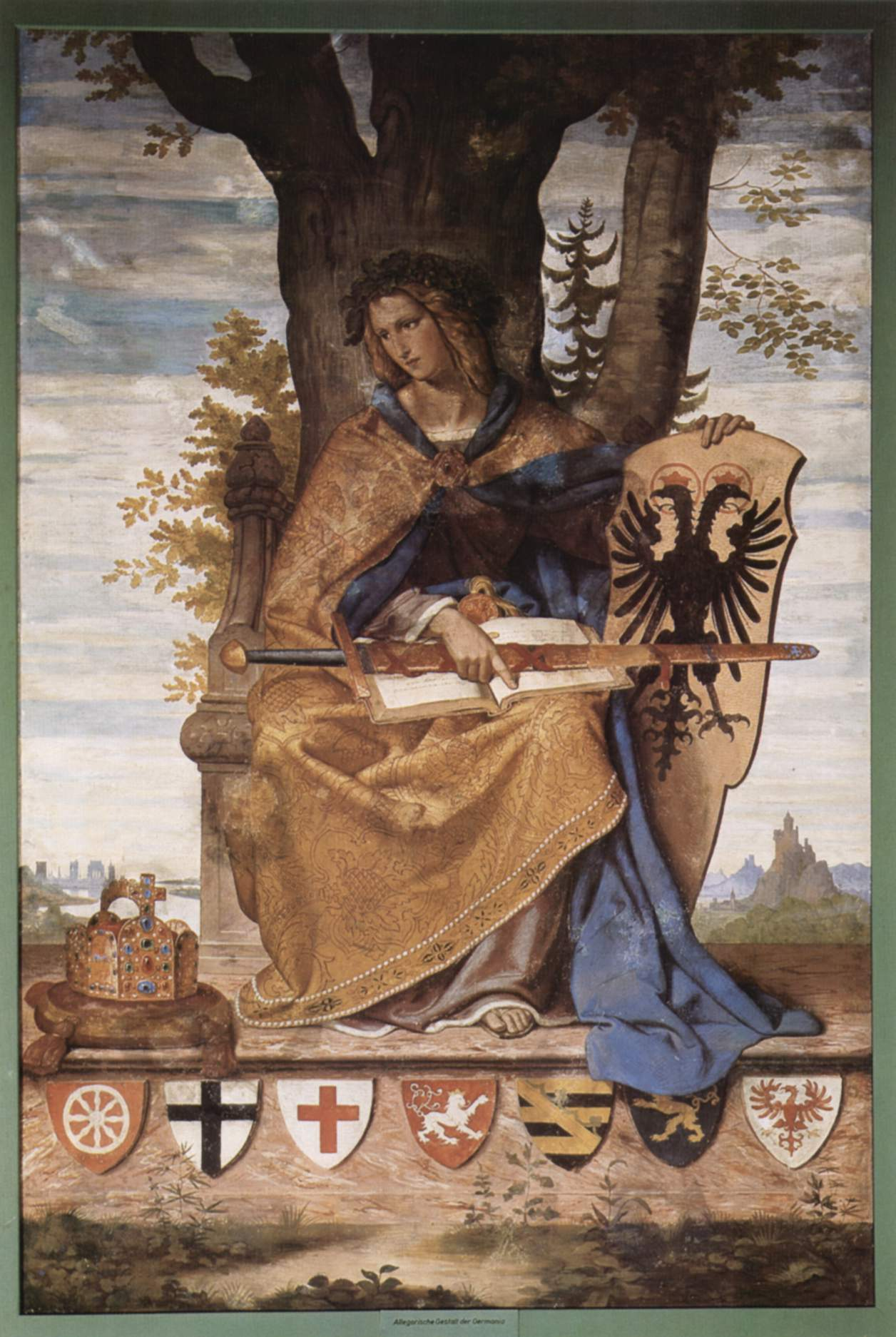
フィリップ・ファイトによるフレスコ壁画。1834年-1836年
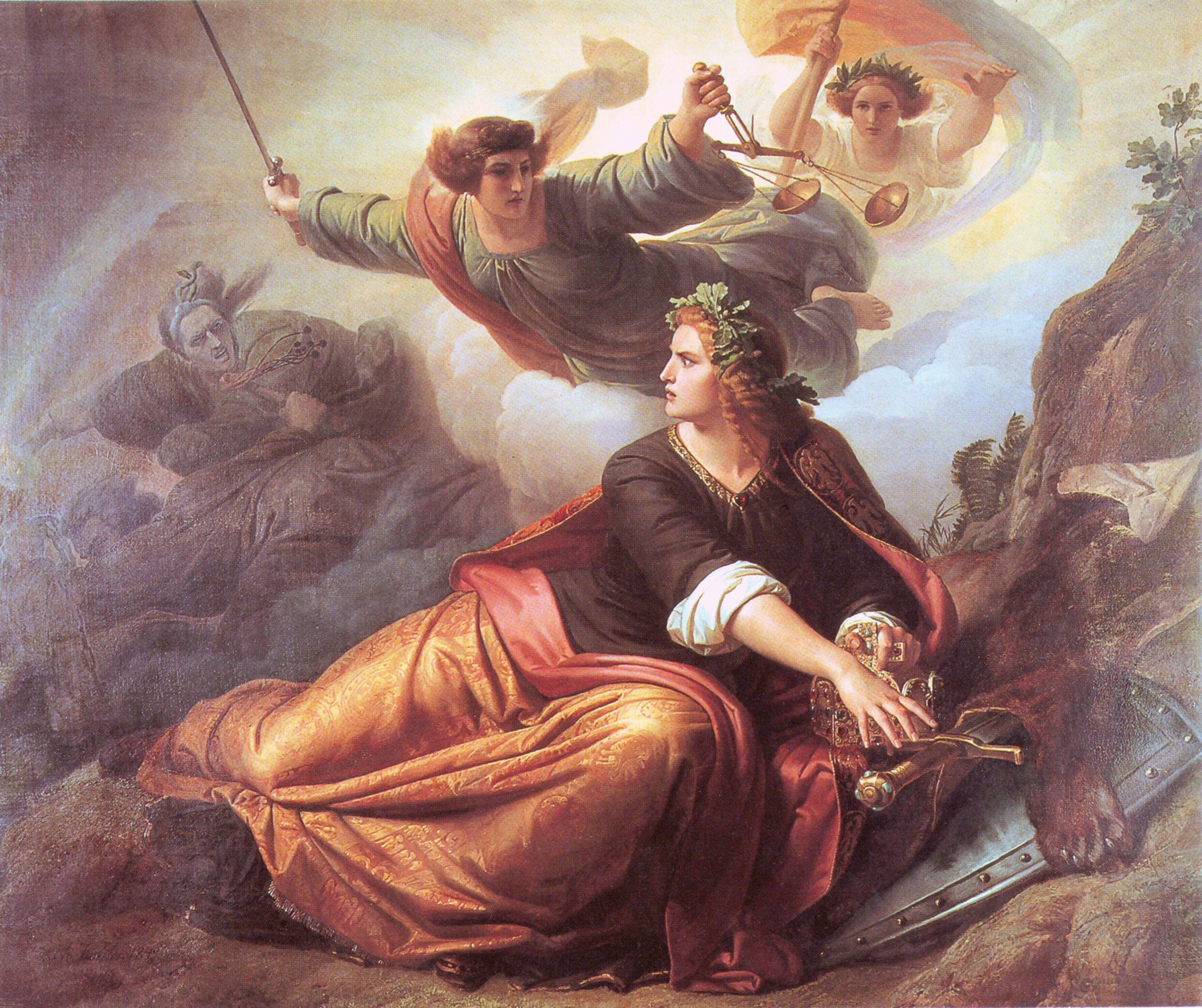
革命後に描かれた『覚醒するゲルマニア』クリスティアン・ケーラー、1849年
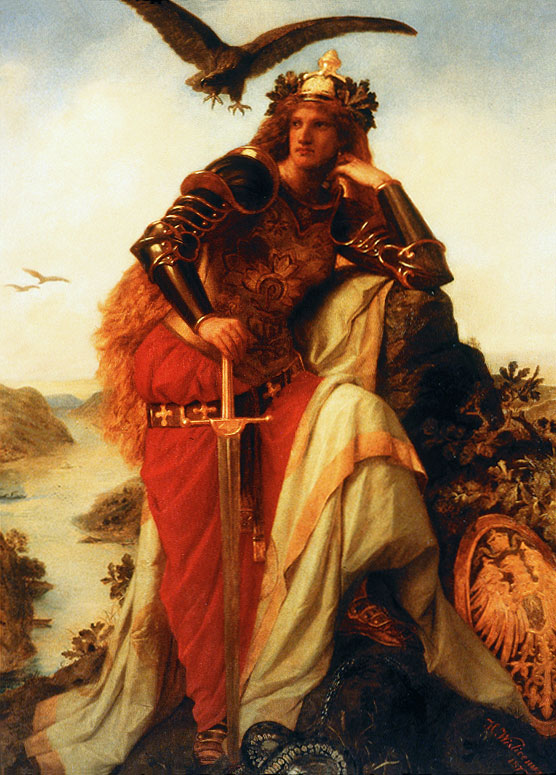
普仏戦争後に描かれた『ラインを見張るゲルマニア』　ヘルマン・ヴィスリツェヌス、1873年
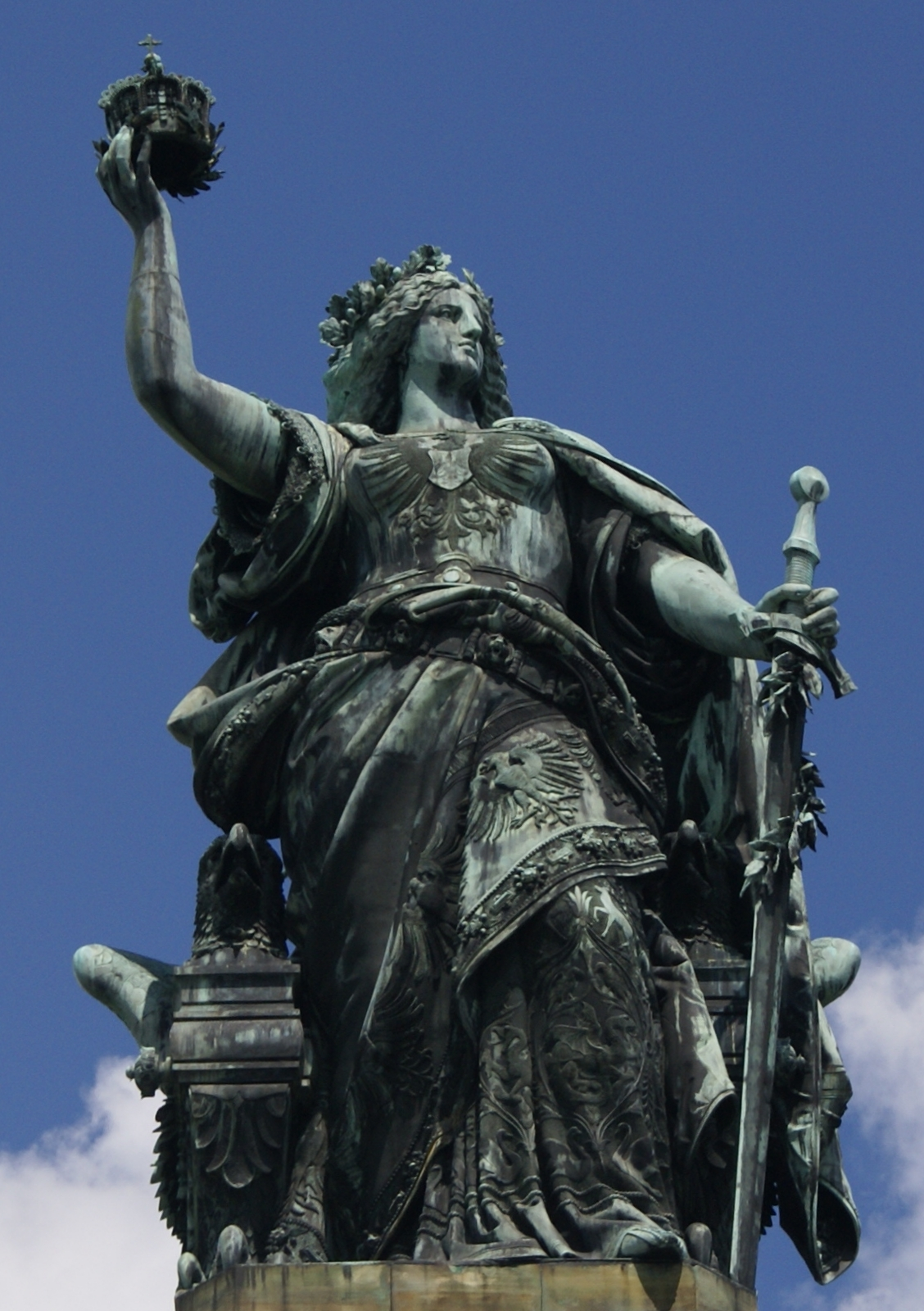
ヨハネス・シリング（Johannes Schilling）によるゲルマニア像。普仏戦争の記念碑であるニーダーヴァルト記念碑（1877年-1883年）の一部
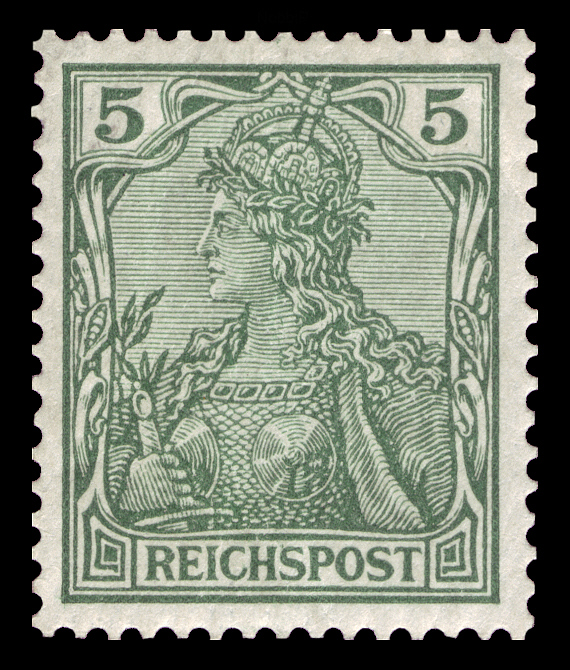
ドイツの切手に描かれたゲルマニア。1900年から1922年まで、ドイツやその植民地の切手にはゲルマニアの横顔が描かれていた
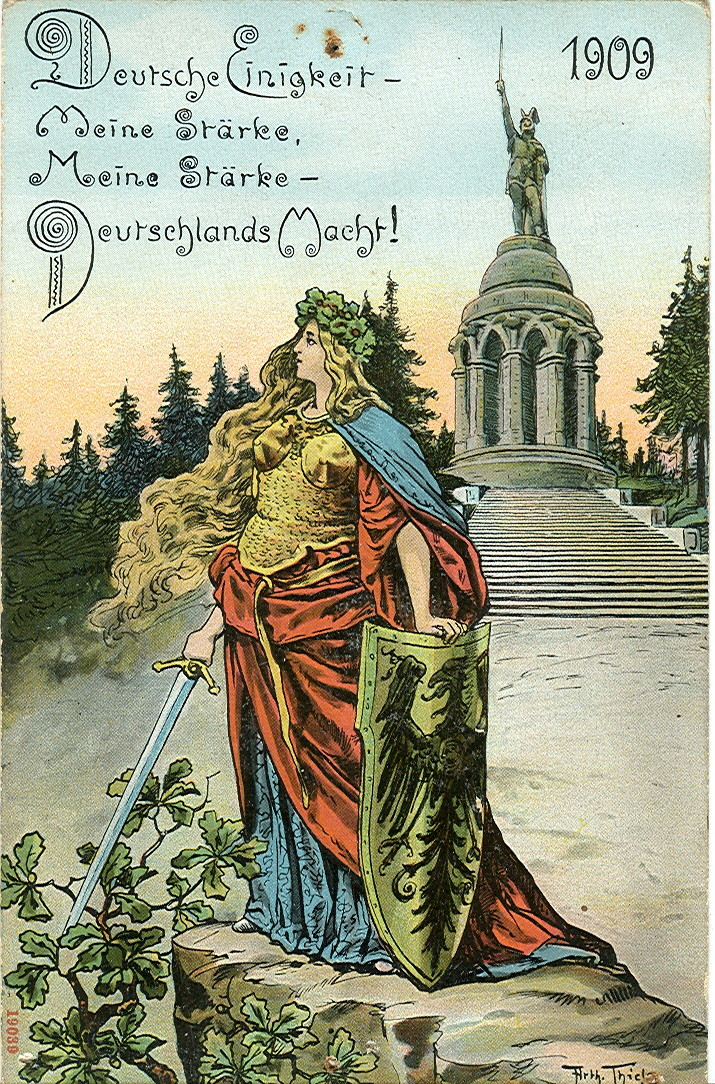
1909年の絵葉書。「ドイツの統一は私の力、私の力はドイツの力」
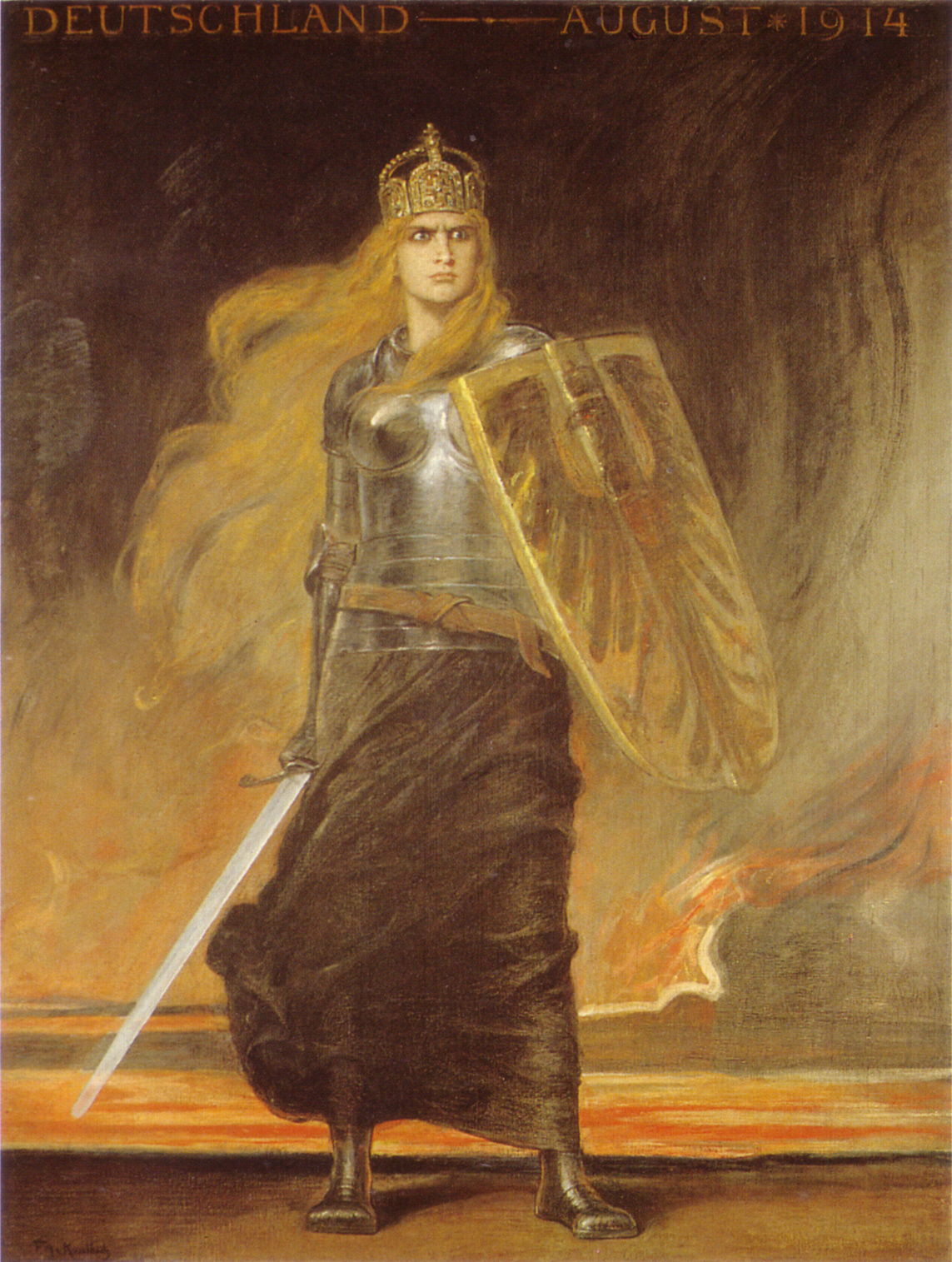
第一次世界大戦の初期に描かれた『ゲルマニア1914』　フリードリヒ・アウグスト・フォン・カウルバッハ、1914年
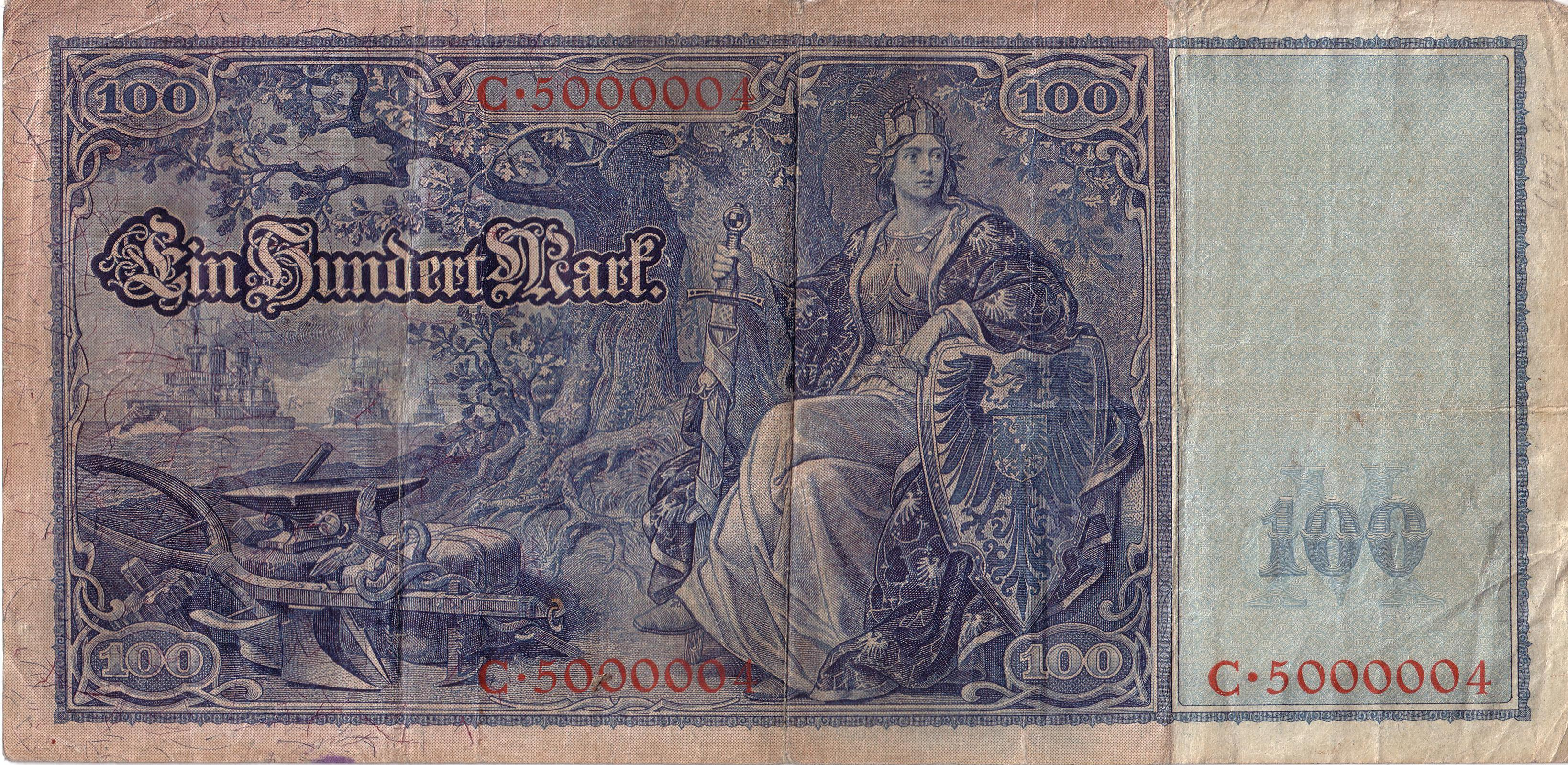
金マルク時代のドイツ帝国銀行券(Reichsbanknote)の100マルク札に描かれたゲルマニア